# Kossuth Lajos-szobor (Makó)

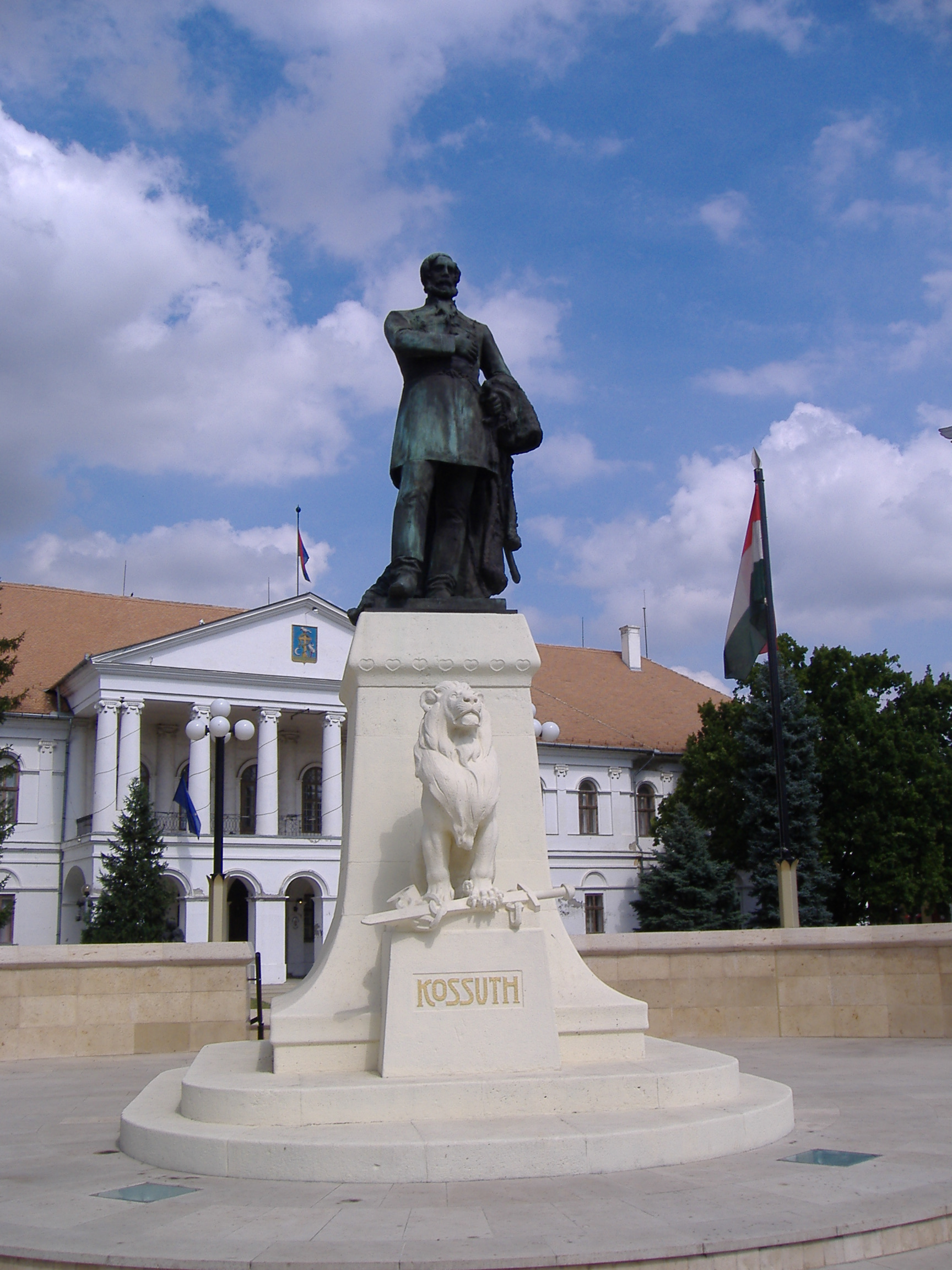
Kossuth Lajos szobra

Kossuth Lajos makói szobra a belvárosban található, a városháza előtt. A monumentális alkotás Kallós Ede munkája.

## A szoborállítás előzményei
A városban mindig is nagy kultusza volt Magyarország kormányzójának. Jóllehet Kossuth nem toborzóútja során nem járt Makón, csak kiáltványt intézett a polgárokhoz Szegedről, 1849. július 31-én az éjszakát a városban töltötte. A hazafi emlékét a makóiak később sokféle módon őrizték.
Kossuth Lajos 1894. március 20-án hunyt el Torinóban. Nemzeti igény volt, hogy az ország megemlékezzen Kossuth Lajos személyéről.
Makón 1894. április 9-én született döntés a Kossuth-szobor felállításáról, s az ügy előmozdítása érdekében bizottságot hozott létre Major Miklós, a város akkori polgármestere.
A szobor megtervezésére és elkészíttetésére forrás nem volt, az anyagiakat közadakozásokból teremtették elő.
A település képviselő testülete 1861-ben tiszteletbeli taggá, 1887-ben pedig Makó díszpolgárává választotta. A közgyűlési terembe került egy, a kormányzót életnagyságban ábrázoló festmény is.
A Budapesti Hírlap 1902. november 25-i száma írt arról, hogy a Kossuth-szobor Bizottság Kallós Ede szobrászművészt bízta meg a szobor elkészítésével – a rendelkezésre álló összeg 30.000 korona volt. A hódmezővásárhelyi születésű Kallós Ede már ismert szobrászművész volt a Magyarországon: többek között az ő munkája az Árpád fejedelem emlékére 1896-ban felállított emlékmű is Ópusztaszeren, a Nemzeti Történelmi Emlékparkban.
1903 karácsonya előtt a Kossuth-szobor Bizottság Budapestre látogatott, hogy megtekintse a szobrászművész által készített modellt. A bizottság tagja volt Farkas József Makó polgármestere, Bán Zsigmond városi főügyész, és Justh Gyula országgyűlési képviselő. A szobor – amely Kossuthot fiatal korában ábrázolta, amint a kezét a szívére téve szónokolt –, elnyerte a bizottság tetszését. A szobrot Kossuth Lajos idősebb fia, Kossuth Ferenc is megnézte, aki szintén nagy elismeréssel beszélt Kallós Ede munkájáról.
A Kossuth-szobrot eredetileg 1904. szeptemberében avatták volna fel, de a munkálatok elhúzódása és Borza Pál levéltáros javaslatára megváltoztatták az időpontot: Borza Pál levélben tett javaslatot, hogy 1905-ben legyen a Kossuth-szobor leleplezése. A levéltáros régi iratokra hivatkozva azt állította, hogy Makó városa már 1555-ben létezett, és pecsétnyomója is volt. Szerinte a város fennállásának 350 éves évfordulója remek alkalom lenne a Kossuth-szobor leleplezésére.
Ormos Ede városi képviselő javasolta a Kossuth-szobor Bizottságnak, hogy pályázni kellene egy óda megírására, amely elhangozhatna a szobor leleplezésekor. A javaslatot elfogadták, a pályázatot nemcsak a helyi, de az országos folyóiratokban is meghirdették.

## A Kossuth-szobor környékének rendezése
Az egykori Csanád vezér téren Juhász János vállalkozó készítette el a vasrács alapjait. A színház és a lakóházak közötti üres teret vastag téglával burkolták ki. A parkban gyakran összegyűlt az esővíz, ennek elvezetésére fedett csatornát készítettek. A park körül, a gimnázium sarkától a szobor felől a színházig két méter széles, aszfalt járdát készítettek. A színház és a gimnázium előtti útra hat vagon kavicsot szórtak le. A vasrácsozat beton fedőlapjait Hercz József vállalkozó készítette el. Ezeket a költségeket a város következő évi költségvetésében tüntették fel.

## A szobor felavatása
1905. szeptember 24-én avatták föl, tízezres tömeg előtt. Az ünnepi programsorozatról a Budapesti Hírlap is beszámolt. Az avatás előtti napon, szombat este hét órakor a vasútállomásra megérkeztek Budapestről a törvényhozás küldöttei. Farkas József makói polgármester üdvözlő beszéde után zenés bevonulással érkeztek meg a városháza elé.
A Himnusz eléneklése után Dózsa Sámuel városi képviselő a beszédében a következőket mondta: "Kossuth nem érhette meg eszméjének megvalósítását, de föltámadt immár az a nemzedék, amelyről ő álmodott. Nekünk is hitünk és vallásunk hazánk függetlensége." Ekkor hullt le a lepel Kallós Ede szobrászművész munkájáról. Illyés Bálint országgyűlési képviselő mondott beszédet ezt követően. Nagy Károly református lelkész is előadta költeményét, majd Kallós Ede átadta Farkas József polgármesternek és Makó városának a szobrot. Végezetül megkoszorúzták az emlékművet.
1949-ig a Csanád vezér téri főgimnázium előtt állt, utána a városháza elé helyezték át. 2008-ban újították fel, mészkő burkolatot kapott, térrekonstrukcióra is sor került. A munkálatokat Makovecz Imre tervei alapján végezték el.

## A szobor értelmezése
Jámborné Balog Tünde képzőművész a következőképpen vélekedett a szoborról:
"Már messziről szembetűnik magas kőtalapzaton nemes pátosszal teli alakja. Jobb kezét, akárha esküdne, szívére teszi, bal keze kardja markolatát fogja. Mintha csak híres, országgyűlési beszédének szállóigévé vált szavait készülne kimondani: Leborulok a nemzet nagysága előtt! Testsúlya a bal lábára nehezedik, jobb lábával előrelép a szónoklat hevében. Ez az úgynevezett kontraposzt feszültséget teremt, és álló helyzetnél is képes a mozgás érzékeltetésére. Kossuth alakját súlyosabbá, jelentősebbé teszi, mintegy megtámasztja a bal karjáról lecsüngő prémes mente, amivel tömegesebbé, zártabbá lesz tőle a szobor alsó része. A talapzat alsó harmadánál előreugró kőkockán felszegett fejű kőoroszlán ül; mellső lábai közt leláncoló karddal, melyről letörtek a bilincsek. Ezek egyszerű, közérthető jelképek: a kard a szabadságot, a lánc és a bilincs a rabságot jelenti, az oroszlán pedig az ősidők óta a hatalom, a férfiasság, a bátorság szimbóluma."

## Kossuth emlékezete
Kossuth emléke, makói szobra a szabadságot, a függetlenséget jelképezi. Kossuth Lajos haláláig kitartott az 1848-as értékek mellett.
Juhász Gyula mondta Makóról, hogy: "Makó az örök negyvennyolc jelképe". Ezt a jelképet többek között Kossuth Lajos szobra testesíti meg. Juhász Gyula makói tartózkodása alatt verset is írt a Kossuh-szoborról, melynek első versszaka a szobor hátulsó részén, egy emléktáblán látható:
"Alföld porából, kisváros sarában

A napban és a hóban nyugton áll,

Némán is harsog és nem bántja lárma,

Sem a tömeg, mely gyűlöl vagy csodál."
A városháza előtti Kossuth-szobor a március 15-i és október 6-i ünnepségek fő emlékhelye.